# The New Amsterdams
The New Amsterdams war eine US-amerikanische Band unter der Leitung von Matthew Pryor, dem Sänger der Emo-Rockband The Get Up Kids und stellte in gewisser Hinsicht das akustische Gegenprojekt dar. Im Gegensatz zu The Get Up Kids kommen hier neben akustischen Gitarren auch Akkordeon, Bläser, Streicher und ausgereifte Elemente der amerikanischen Folklore zum Vorschein.
Unter den Mitgliedern befanden sich auch zahlreiche Musiker und Mitwirkende der Get Up Kids und anderen befreundeten Bands.

## Geschichte
Die New Amsterdams begannen als Soloprojekt von Matt Pryor. Benannt wurde die Gruppe nach dem Song New Amsterdam von Elvis Costello aus dem Jahr 1980.

### Never You Mind(2000)
Das Debütalbum Never You Mind erschien im Jahr 2000, zu also einer Zeit als die Get Up Kids bereits beträchtliche erfolge einholen konnten.
Im Gegensatz zu dem Alben mit The Get Up Kids sind hier größtenteils akustische Stücke mit minimalistischer instrumentaler Begleitung vertreten. Außer Matt Pryor waren noch die weiteren Instrumentalisten Alex Brahl, Ed Rose, Jake Cardwell und Rob Pope auf dem Album zu hören, weshalb sich das Soloprojekt letztendlich zu einer eigenständigen Band entwickelte. Ferner ist Get Up Kids-Keydoarder James Deweese hier auf einem Cello zu hören.
Die ersten fünf Alben der New Amsterdams erschienen bei Vagrant Records.

### Para Toda Vida(2002)
Im Januar 2002, veröffentlichte Pryor das zweite New Amsterdams-Album Para Toda Vida, welches diesmal fast ausschließlich mit Akustikgitarre eingespielt wurde und auf welchen düstere und subtile Songs als gewohnt enthalten sind. Auf weitere instrumentale Begleitung wurde größtenteils verzichtet. Mit Ausnahme einiger weniger Stücke, bei denen auch Mundharmonika und Banjo zum Einsatz kamen.

### Worse for the Wear(2003)
Ein Jahr darauf ging die Band einen Schritt weiter und veröffentlichte mit Worse for the Wear ein Album bei dem erstmals eine komplette Band zum Einsatz kam. Zur Besetzung gehörten diesmal die beiden Pope-Brüder Rob und Ryan Pope (die bis heute bei den Get Up Kids das Bass- und Schlagzeugensemble bilden), sowie ein weiteres Mal der langjährige Freund und Produzent Ed Rose. Das Album war eines der ersten, das in den Black Lodge Studios aufgenommen wurde, einem Tonstudio, welches von Ed Rose und den Mitgliedern von The Get Up Kids renoviert wurde und in dessen Eigenbesitz es ist.

### Story Like a Scar, Killed or Cured(2005–2007)
Das vierte Album Killed or Cured erschien 2005. Es wurde jedoch zu einer Zeit geschrieben als es innerhalb der Get Up Kids bereits zu ersten Konflikten kam, welche letztendlich zur Auflösung der Gruppe führen sollten. Aus diesem Grund wollte das zuständige Musiklabel Vagrant Records, ein Label, bei dem die beiden Bands bereits seit Jahren unter Vertrag waren, das Album nicht veröffentlichen. Erst wenn die Get Up Kids ihre Abschiedstournee im Sommer desselben Jahres beendet hatten, sollte zu einer Tonträgerveröffentlichung kommen. Aus diesem Grund wurde ein Teil des Albums über die Website von The New Amsterdams kostenlos online zur Verfügung gestellt. Das Album selbst wurde letztlich erst am 10. April 2007 in seiner Vollversion als Doppelalbum über die Einzelhandelskanäle veröffentlicht.
Im Jahr 2006 veröffentlichte die Band ihr fünftes Album Story Like a Scar welches außer mit Matt Pryor mit der bis zum Schluss beständigen Besetzung Bill Belzer (Schlagzeug), Eric McCann (Kontrabass) und Dustin Kinsey (Gitarre) eingespielt wurde.

### At the Foot of My Rival(2007)
Im September 2007 veröffentlichte die Band ein weiteres Album, At the Foot of My Rival das sowohl auf CD, als Vinyl und als Download erschien. Nach der langen Zusammenarbeit mit Vagrant-Records beschloss die Band diesmal jedoch einen Wechsel. Das Album sollte bei Elmar erscheinen, einem Ableger von Curb Appeal Records, der zum Teil im Besitz von Get Up Kids-Bandkollegen Jim Suptic ist (benannt ist das Label nach Pryors Sohn Elliot Marshall).
Inzwischen hatte Pryor im selben Jahr mit The Terrible Twos eine Kinderband gegründet, mit denen er ebenfalls die zwei Alben bei Vagrant Records veröffentlichte.
Im Januar 2008 brachten die Amsterdams eine Sammlung von Demos und B-Seiten heraus, die ausschließlich über ihre Website erhältlich waren.
Im Mai desselben Jahres bestritten sie ihre erste Europatournee, die getreu dem Bandnamen in Amsterdam begann. Danach plante die Band zunächst eine kleine Pause, da sich Matt Pryor wieder den Get Up Kids zuwandte. Dustin Kinsey schloss sich der Band Koufax an. Im Juli 2008 konzentrierte Pryor sich zunehmend auf seine Solokarriere. Seine Veröffentlichung Confidence Man ist ebenfalls dem Alt-Country-Gerne zuzuordnen, mit ähnlichem Sound wie dem der New Amsterdams.

### Outroduction(2013)
Erst drei Jahre später im November 2011 verlautbarte Pryor in einem Interview, er habe Pläne für eine neue New Amsterdams-Kompilation. Pryor war inzwischen mit mehreren Soloaktivitäten beschäftigt, was ihn zu dem Statement bewegte The New Amsterdams zugunsten seiner Solokarriere formell aufzulösen.
2013 erschien letztendlich eine Kompilation mit dem Titel Outroduction, welches B-Seitenmaterial enthält. Diesmal bei dem von Pryor selbstgegründeten Label Nightshoes Syndicate.

## Diskografie

### Alben
- 2000: Never You Mind (Vagrant Records)
- 2002: Para Toda Vida (Vagrant Records)
- 2003: Worse for the Wear (Vagrant Records)
- 2006: Story Like a Scar (Vagrant Records)
- 2007: Killed or Cured (Vagrant Records)
- 2007: At the Foot of My Rival (Curb Appeal Records)
- 2013: Outroduction (Nightshoes Syndicate)

### Singles und EPs
- 2005: Killed or Cured (Eigenvertrieb)
- 2007: The Companion of My Rival (Curb Appeal Records)
- 2008: Killed or Cured Appendix (Eigenvertrieb)
- 2008: Demos, Etc. 2003–2008 (Eigenvertrieb)

### Weitere Veröffentlichungen
- 2007: Thirty-Three (aus Helio Presents: The Smashing Pumpkins Tribute)[17]

## Musikvideos
- 2006: Turn Out the Light
- 2007: Fountain of Youth